# Cangoderces
Cangoderces là một chi nhện trong họ Telemidae.